# Leopaard CS10
| Sterne im C-NCAP-Crashtest (2017) |

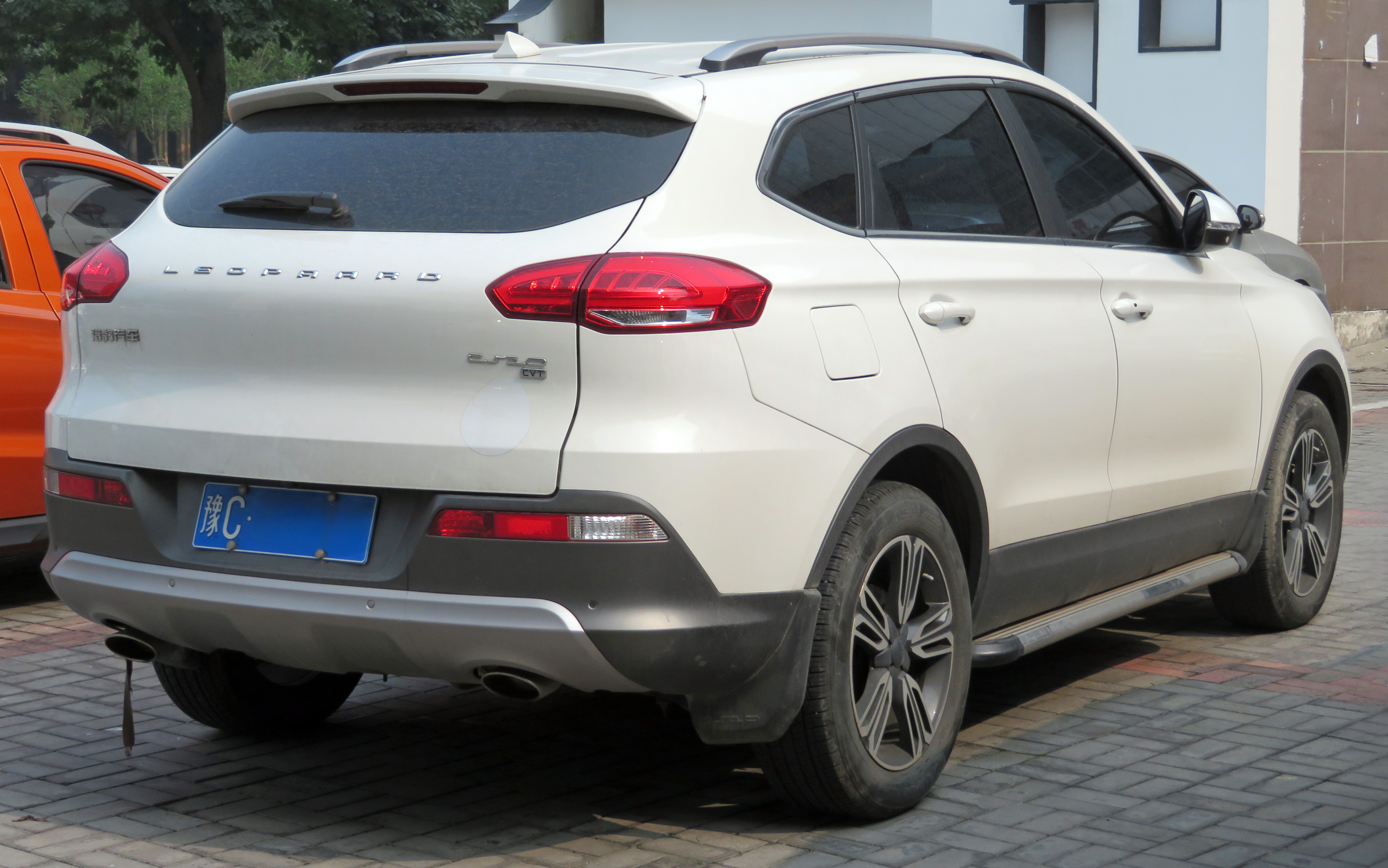
Heckansicht

Der Leopaard CS10 ist ein SUV der zum chinesischen Automobilhersteller GAC Changfeng Motor gehörenden Marke Leopaard. Das SUV wurde über dem 2017 eingeführten Leopaard CS9 positioniert.

## Geschichte
Das Fahrzeug debütierte als Konzeptfahrzeug CS10 concept auf der Beijing Auto Show im April 2014. Das Serienmodell wurde auf der Shanghai Auto Show im April 2015 vorgestellt und wurde in China seitdem verkauft.

## Technische Daten
Angetrieben wird der CS10 von einem aufgeladenen 130 kW (177 PS) starken Zweiliter-Ottomotor von Mitsubishi Motors, der auch im Landwind X7 zum Einsatz kommt oder einem aufgeladenen 1,5-Liter-Ottomotor mit 110 kW (150 PS). Serienmäßig hat das SUV ein Schaltgetriebe, optional war ein Doppelkupplungsgetriebe oder ein stufenloses Getriebe erhältlich. Das SUV verfügt über Vorderradantrieb, Allradantrieb war nicht erhältlich.
|                                             | 1.5T                      | 2.0T                      |
| Bauzeitraum                                 | 12/2016–12/2020           | 04/2015–12/2020           |
| Motorkenndaten                              |                           |                           |
| Motortyp                                    | R4-Ottomotor              | R4-Ottomotor              |
| Motoraufladung                              | Turbolader                | Turbolader                |
| Hubraum                                     | 1499 cm³                  | 1997 cm³                  |
| max. Leistung bei min−1                     | 110 kW (150 PS) / 5500    | 130 kW (177 PS) / 5250    |
| max. Drehmoment bei min−1                   | 210 Nm / 2000–4500        | 250 Nm / 2800–4400        |
| Kraftübertragung                            |                           |                           |
| Antrieb                                     | Vorderradantrieb          | Vorderradantrieb          |
| Getriebe, serienmäßig                       | 5-Gang-Schaltgetriebe     | 6-Gang-Schaltgetriebe     |
| Getriebe, optional                          | (Stufenloses Getriebe)    | (Doppelkupplungsgetriebe) |
| Messwerte                                   |                           |                           |
| Höchstgeschwindigkeit                       | 170 km/h (170 km/h)       | 185 km/h (185 km/h)       |
| Beschleunigung, 0–100 km/h                  | 14,0 s (15,0 s)           | 11,0 s (12,0 s)           |
| Leergewicht                                 | 1595 kg (1595 kg)         | 1661 kg (1661 kg)         |
| Kraftstoffverbrauch auf 100 km (kombiniert) | 7,3 l Super (7,8 l Super) | 8,5 l Super (8,8 l Super) |
| Tankinhalt                                  | 60 l                      | 60 l                      |

Werte in runden Klammern gelten für Modell mit optionalem Getriebe.